# ظهور: شکارچی خون
ظهور: شکارچی خون (به انگلیسی: Wedding Bell Blues) فیلمی محصول سال ۲۰۰۷ و به کارگردانی سباستین گوتیه‌رس است. در این فیلم بازیگرانی همچون لوسی لیو، مایکل چکلیس، کارلا گوجینو، مارگو هارشمن، جیمز دارسی، رابرت فورستر، ماکو ایواماتسو، آلن ریچ، هولت مک‌کالانی، ژولیو اسکار مچوسو، سمیر آرمسترانگ، الدن هنسون، سایمون رکس، کامرون ریچاردسون، مریلین منسون و نیک لچی ایفای نقش کرده‌اند.